# Antocha brevistyla
Antocha brevistyla är en tvåvingeart som beskrevs av Alexander 1924. Antocha brevistyla ingår i släktet Antocha och familjen småharkrankar. Inga underarter finns listade i Catalogue of Life.